# Северный полюс-42
«Северный полюс-42» (СП-42) — российская научно-исследовательская дрейфующая станция, открытая в 2024 году. Продолжила использование специально построенного судна — ледостойкой самодвижущейся платформы «Северный полюс».
15 сентября 2024 года экспедиция отправилась из Мурманска в направлении Новосибирских островов. Станция будет открыта в октябре 2024 года в 7 часов утра по местному времени в Северном Ледовитом океане. По плану, дрейф станции пройдёт через приполюсный район и завершится в Гренландском море, откуда через пролив Фрама платформа «Северный полюс» вернётся в Мурманск. Использование не имеющего аналогов судна существенно расширило возможности экспедиции и гарантировало её устойчивость по сравнению с прерванной из-за таяния льдов экспедицией «СП-40» 2013 года.

## Цели и задачи станции
Научная программа экспедиции и включает в себя исследования закономерностей и причин изменения климата Арктики в годовом цикле при помощи результатов комплексных измерений в атмосфере, во льду и в океане, проверка прогнозов, связанных с изменением климата.

## Инфраструктура дрейфующей станции «Северный Полюс-42»

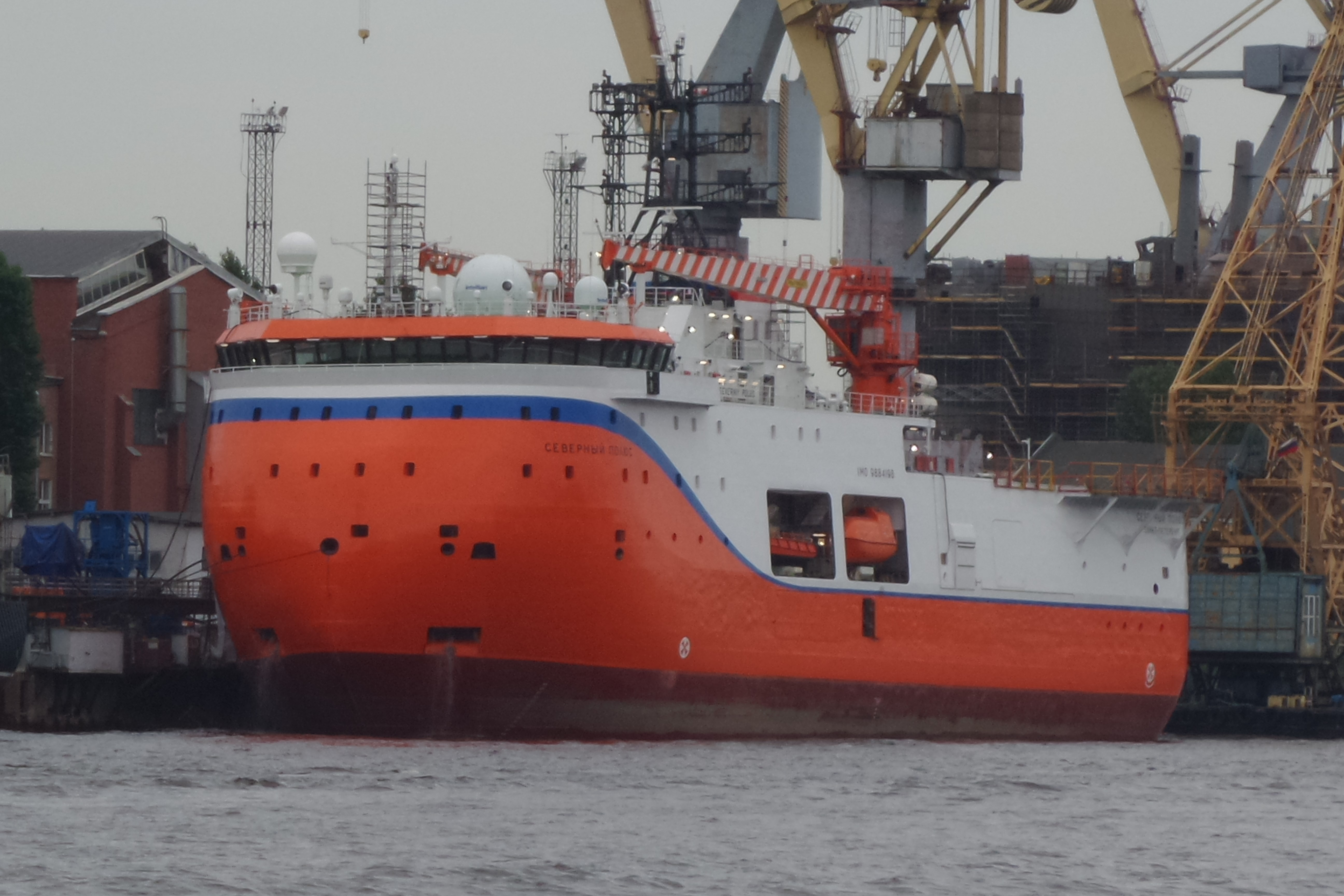
ЛСП «Северный полюс» у достроечной стенки завода «Адмиралтейские верфи», Санкт-Петербург, июль 2022 года

Как и в предыдущей экспедиции, ядром станции является судно специальной постройки — ледостойкая самодвижущаяся платформа «Северный полюс», служащая одновременно транспортным средством, местом проживания, научно-исследовательским центром, в том числе имеется 15 лабораторий и серверная система хранения полученных данных, в корпус судна вмонтированы датчики для изучения ледовой обстановки. Радиус сети наблюдений вокруг платформы составит до нескольких десятков километров. В арсенале учёных есть беспилотные летающие аппараты, метеорологические буи, управляемые подводные аппараты.
Было запланировано возведение гаража для обслуживания техники, развёртывание измерительной системы по исследованию крупномасштабных колебаний ледяного покрова и его отклика на атмосферные возмущения. В январе планировалось оборудование двух вертолётных площадок, а также взлётно-посадочной полосы, способной принимать самолёты Ан-74.
Экспедиция СП-42 впервые была оснащена двумя гидробиологическими зондами на основе цифровых голографических камер, предназначенные для невозмущающих исследований планктона в среде обитания.

## Ход экспедиции
Работа станции начата 30 сентября 2024 года. Ведутся работы в областях аэрологии, геофизики, океанографии, гидробиологии, геологии, метеорологии и т. д. Продолжаются исследования ледовых качеств ЛСП «Северный полюс».
В октябре 2024 года на СП-42 впервые в истории полярных станций проведены высокоширотные абсолютные гравиметрические измерения.
30 марта 2025 года станция пересекла меридиан 180° и вышла в западное полушарие.